# Ascodesmidaceae
Ascodesmidaceae é uma família de fungos da ordem Pezizales.